# Duospina
Duospina is een geslacht van vlinders van de familie kokermotten (Coleophoridae).

## Soorten
- D. abolitor Hodges, 1966
- D. trichella (Busck, 1908)